# Glazba i umjetna inteligencija
Poznato je da su istraživanja umjetne inteligencije (Artificial Inteligence - AI) utjecala na medicinsku dijagnostiku, trgovanje dionicama, kontrolu robota i nekoliko drugih područja. Možda je manje popularan doprinos AI u području glazbe. Ipak, umjetna inteligencija i glazba (AIM) već je dugo uobičajena tema nekoliko konferencija i radionica, uključujući Međunarodnu konferenciju o računalnoj glazbi, Konferenciju računalnog društva i Međunarodnu zajedničku konferenciju o umjetnoj inteligenciji. Zapravo, prva međunarodna konferencija o računalnoj glazbi bila je ICMC 1974, Michigan State University, East Lansing, SAD.  Trenutna istraživanja uključuju primjenu umjetne inteligencije u glazbenoj kompoziciji, izvedbi, teoriji i digitalnoj obradi zvuka.
Razvijeno je nekoliko glazbenih softverskih programa koji koriste AI za proizvodnju glazbe. Kao i kod njegove primjene u drugim područjima, A.I. u ovom slučaju također simulira mentalne zadatke. Istaknuta značajka je sposobnost algoritma umjetne inteligencije da uči na temelju dobivenih informacija kao što je tehnologija računalne glazbene pratnje, koja je sposobna slušati i slijediti ljudskog izvođača kako bi mogla nastupati sinkronizirano. Umjetna inteligencija također pokreće takozvanu tehnologiju interaktivne kompozicije, pri čemu računalo sklada glazbu kao odgovor na izvedbu živog glazbenika. Postoji još nekoliko A.I. aplikacija za glazbu koje ne pokrivaju samo glazbenu kompoziciju, produkciju i izvedbu, već i način na koji se glazba prodaje i konzumira. Osim programa koji koriste AI za proizvodnju glazbe, razvijeno je nekoliko programa za reprodukciju glazbe koji koriste tehnologiju prepoznavanja glasa i obrade jezika za upravljanje glasom .
Glazbenu primjenu umjetne inteligencije poticao je nedavno čak i Google u   svom Google experiments projektu.

## Povijest
Godine 1960. ruski istraživač R. K. Zaripov objavio je prvi svjetski rad o algoritamskom skladanju glazbe pomoću računala"Ural-1".
Godine 1965. izumitelj Ray Kurzweil premijerno je predstavio klavirsko djelo koje je stvorilo računalo koje je bilo sposobno za prepoznavanje uzoraka u različitim skladbama. Računalo je tada moglo analizirati i koristiti te uzorke za stvaranje novih melodija. Računalo je debitiralo u programu Stevea Allena I've Got a Secret i zbunilo je voditelje sve dok filmska zvijezda Henry Morgan nije pogodio Rayevu tajnu.
Godine 1997.  je program umjetne inteligencije pod nazivom Eksperiment glazbene inteligencije (EMI) nadmašio ljudskog skladatelja na zadatku sastavljanja glazbenog djela koje oponaša stil J.S.Bacha.

## Softverske aplikacije

### Interaktivne skladbe
Multimedijski scenariji u interaktivnim skladbama predstavljeni su vremenskim objektima, vremenskim odnosima i interaktivnim objektima. Primjeri vremenskih objekata su zvukovi, videozapisi i kontrole svjetla. Vremenski objekti mogu se pokrenuti interaktivnim objektima (koje obično pokreće korisnik), a istovremeno se može izvršiti nekoliko vremenskih objekata. Vremenski objekt može sadržavati druge vremenske objekte: ova hijerarhija omogućuje nam kontrolu početka ili kraja vremenskog objekta kontroliranjem početka ili kraja nadređenog objekta. Hijerarhija je oduvijek prisutna u svim vrstama glazbe. Glazbena djela često su hijerarhijski strukturirana -  stavci, motivi, mjere, samo su neki od elemenata.
e

### Računalna pratnja
Projekt računalne glazbe na CMU (Sveučilište Carnegie Mellon)razvija računalnu glazbu i interaktivnu tehnologiju izvedbe kako bi poboljšao ljudsko glazbeno iskustvo i kreativnost. Ovaj interdisciplinarni projekt oslanja se na teoriju glazbe, kognitivnu znanost, umjetnu inteligenciju i strojno učenje, interakciju s računalom, sustave koji rade u stvarnom vremenu, računalnu grafiku i animaciju, multimediju, programske jezike i obradu signala.

### ChucK
Razvijen na Sveučilištu Princeton od strane Ge Wanga i Perryja Cooka, ChucK je jezik temeljen na tekstu, na više platformi koji omogućuje sintezu, kompoziciju, izvedbu i analizu glazbe u stvarnom vremenu.  Koriste ga SLOrk (Stanford Laptop Orchestra) i PLOrk (Princeton Laptop Orchestra).

### MorpheuS
MorpheuS je istraživački projekt Dorien Herremans i Elaine Chew na Sveučilištu Queen Mary u Londonu, financiran iz EU projekta Marie Skłodowská-Curie. Sustav koristi pristup optimizaciji temeljen na varijabilnom algoritmu pretraživanja kako bi pretvorio postojeće dijelove predloška u nove dijelove s postavljenom razinom tonske napetosti koja se dinamički mijenja u cijelom komadu. Ovaj pristup optimizacije omogućuje integraciju tehnike otkrivanja uzoraka kako bi se nametnula dugoročna struktura i ponavljajuće teme u generiranoj glazbi. Skladbe koje je skladao MorpheuS izvedene su na koncertima u Stanfordu i Londonu.

### AIVA
Nastao u veljači 2016. godine, u Luksemburgu, AIVA je program koji proizvodi zvučne zapise za bilo koju vrstu medija. Algoritmi koji stoje iza AIVA-e temelje se na arhitekturi dubokog učenja AIVA je također korištena za skladanje rock pjesme pod nazivom On the Edge, kao i pop melodije Love Sick u suradnji s pjevačicom Taryn Southern, za stvaranje albuma "I am AI" iz 2018. godine.

## Vanjske poveznice
- The Music Informatics Research Group
- Institut de Recherche et Coordination Acoustique/ Musique
- Interdisciplinary Centre for Research in Music